# 니시오이역
니시오이역(일본어: 西大井駅、にしおおいえき)은 일본 도쿄도 시나가와구에 있는 철도역이다.

## 타는 곳
해당 역에 정차하는 노선은 정식명칭으로는 도카이도 본선의 지선(힌카쿠 선/品鶴線)이지만, 통칭으로는 요코스카 선, 쇼난 신주쿠라인(우츠노미야 선 직통만), 소테츠 직통선(소테츠・JR 직통선,상행[신주쿠]방면은 사이쿄선과 직통으로 안내된다)이 정차한다.
또한, 여객안내로는 특정 도쿄도내구역 제도로 인하여 「도쿄도구내(東京都区内)」에 속하며, 요코스카 선, 쇼난 신주쿠라인, 소테츠 직통선에서는 도쿄도내 마지막 역으로 된다.
| 1 | 요코스카선 [JO16]                                       | 요코하마・가마쿠라・요코스카・구리하마 방면                                              |
| 1 | 직통 선 [JS16]                                          | 무사시코스기(JS15)역 이후 소테츠선으로 직통(에비나 방면) [2019년 11월 30일 이후]         |
| 2 | 요코스카선 [JO16] (소부 쾌속선으로 직결 운행)           | 시나가와・도쿄・지바・사쿠라・나리타・나리타 공항・가시마진구・우치보 선・소토보 선 방면 |
| 2 | 사이쿄선직통 [JS16] ·                                   | 시부야・신주쿠・이케부쿠로・무사시우라와・오미야 방면                                    |
| 2 | 쇼난 신주쿠 라인 [JS16] · (우쓰노미야 선으로 직결 운행) | 시부야・신주쿠・이케부쿠로・오미야・오야마・우스노미야 방면                              |

## 역세권 정보
- 이 역의 윗부분을 도카이도 신칸센이 지나간다.

## 역사
- 1986년 4월 2일: 영업 개시.
- 2001년 12월 1일: 쇼난 신주쿠라인 운행개시
- 2019년 11월 30일: 소테츠・JR 직통선 운행개시 및 정차역으로 선정되었다. 평일 아침의 신주쿠 방면은 해당 역 처음으로 여자전용칸이 설정된다.

## 역 구조
역구조는 상대식 승강장이자 고상 승강장에 해당한다. 또한, 도카이도신칸센 고가의 아래에 위치하고 있다.
야마노테화물선으로의 연락선 분기점 (헤비쿠보 신호장/蛇窪信号場)의 남쪽에 위치하고 있다.
무사시코스기(JO15/JS15)역에서 시나가와 (요코스카 선)방면 및 오사키 (쇼난 신주쿠라인, 소테츠직통)으로 나뉘는 역이기 때문에 환승역으로 안내된다.

## 인접역
| 동일본 여객철도 도카이도 본선 지선 | 동일본 여객철도 도카이도 본선 지선                         | 동일본 여객철도 도카이도 본선 지선 |
| ---------------------------------- | ---------------------------------------------------------- | ---------------------------------- |
| JO 17 시나가와 지바 방면           | 요코스카 선                                                | 무사시코스기 JO 15 구리하마 방면   |
| JS 15 무사시코스기 즈시 방면       | 쇼난 신주쿠 라인 요코스카 - 우쓰노미야 선 직결 쾌속 · 보통 | 오사키 JS 17 우쓰노미야 방면       |